# Scandia, Minnesota
Scandia är en stad i Washington County i delstaten Minnesota i USA. Folkmängden uppgick 2010 till 3 936 invånare. Scandia ligger cirka 40 kilometer nordöst om  Saint Paul, Minnesota, och är en del av "The Twin Cities" (Saint Paul och Minneapolis) storstadsområde.

## Historia
Precis som namnet skvallrar om, har Scandia stark historisk koppling till Skandinavien. Platsen anses ha varit den första svenska bosättningen i Minnesota. År 1850 byggdes den första trästugan vid Haysjöns stränder. Den första kyrkogården vid Elim Lutheran Church byggdes 1856 nära Haysjön.
Efter att i flera år ha gått under namnet New Scandia Township, blev platsen stad den 1 januari 2007, för att undanröja hoten om att införlivas i Forest Lake. Staden har en tidning som utkommer en gång i veckan, Country Messenger.